# Ottmár Attila
Ottmár Attila (Baja, 1978. november 18. –) Fonogram- és Bács-Kiskun Megyei Prima-díjas drámapedagógus, színházi szaknevelő, színházi rendező, a Bajai Fiatalok Színházának megalapítója és művészeti vezetője. Édesapja Ottmár László, édesanyja Ottmárné Drankovits Elvira. Testvére Ottmár Csilla.

## Pályája
Tanulmányait Baján a Központi Általános Iskolában kezdte (1985-1993), majd felvételt nyert a Bajai III. Béla Gimnáziumba (1993-1997). Érettségi után először a bajai Eötvös József Főiskola Pedagógiai Fakultásán szerzett művelődésszervező diplomát 2003-ban, majd a zsámbéki Apor Vilmos Katolikus Főiskolan végzett drámapedagógusként 2005-ben, később a Színház- és Filmművészeti Egyetemen színházi szaknevelő képesítést kapott 2014-ben.
A színház iránt középiskolás korában kezdett komolyabban érdeklődni. Végzős volt, amikor iskolatársaival színpadra állított egy musical gálaműsort, amelynek bevételével a Bajai Kórház Gyermekosztályát támogatták. Az alkalmilag összeállt csapat sikeresnek bizonyult, így az évek során állandó társulattá vált. Kezdetben III. Béla Gimnázium Musical Stúdiója és Tánckaraként működtek, majd felvették a III. Béla Gimnázium Színistúdiója nevet, később ebből nőtte ki magát a Bajai Fiatalok Színháza. A társulat mellé létrehozták a Bajai Színházért Alapítványt, amely a mai napig biztosítja a társulat fenntartását, Dr. Kelemen Veronika elnökletével.
Egy rövid ideig (2005-2006) a Rock Színház utódjaként működő Rock- és Musical Színház tagja volt, Miklós Tibor meghívására játszott a társulat előadásaiban.
A Bajai Fiatalok Színháza mellett a mai napig működik a társulat tehetséggondozó, utánpótlás-nevelő műhelye, a Bajai Színistúdió, ahol drámapedagógusként 7-18 éves diákokat, valamint felnőtteket is tanít drámajátékra, beszédtechnikára, színjátszásra, a stúdió többi tanára pedig táncra, énekre is oktatja a növendékeket. 2007 óta minden nyáron zenés színházi táborokat (Bajai Musical Tábor) szervez, ahol színházi művészek, alkotók irányításával kóstolhatnak bele az érdeklődő diákok a színházi alkotás folyamataiba.
2020 januárja óta művészeti vezetőként dolgozik a város kulturális életét szervező Baja Marketing Kft. alkalmazásában.

## Színházi rendezései
- 1997: Bélások a gyermekekért – jótékonysági musical gálaműsor
- 1998: Bélás Show – avagy újra a beteg gyermekekért éneklünk - jótékonysági musical gála
- 1999  Bélás Show 2 – avagy buli van a suliban!!! – jótékonysági musical gálaműsor
- 1999 Antoine de Saint-Exupéry: A kis herceg – színjáték három felvonásban
- 2000 Bélás Show 3 – avagy (m)ilyenek voltunk… – jótékonysági musical gálaműsor
- 2000 Karinthy Frigyes: Fizetek, főúr! – kabaréest két részben
- 2000 Kósa Csaba: Tizenhárom perc – dráma egy felvonásban
- 2001 Zónai Tibor: A kulcs – musical két részben
- 2001 Bélás Show – A dal a miénk – jótékonysági musical gálaműsor
- 2002 Molnár Ferenc: A Pál utcai fiúk – színjáték két felvonásban
- 2002 Bélás Show – A hírnév útján – jótékonysági musical gálaműsor
- 2002 B. Szabó Orsolya: Try – drogprevenciós színjáték két felvonásban (2005-ben felújítás)
- 2003 Ottmár Attila: Családba nem üt a mennykő – vígjáték három felvonásban
- 2003 Bélás Show – Egy utolshow nosztalgia – jótékonysági musical gálaműsor
- 2003 J. D. Salinger: Zabhegyező – színjáték két felvonásban
- 2004 Rideg Sándor: Indul a bakterház – harsány parasztkomédia két részben
- 2004 Pári Mirella: Káin testamentuma – monodráma egy felvonásban
- 2004 LIFE! – táncprodukció két részben
- 2005 Petőfi Sándor: A helység kalapácsa – hősköltemény egy felvonásban
- 2005 Karinthy Frigyes: Tanár úr kérem – színjáték egy felvonásban
- 2005 Broadway Lokál – musical gálaműsor két részben
- 2007 Déry T.–Presser G.–Adamis A.: Képzelt riport egy amerikai popfesztiválról – musical
- 2007 Száraz György: III. Béla – történelmi dráma két felvonásban
- 2008 Dés László – Nemes István: Valahol Európában – musical két részben
- 2008 Földes Péter – Ottmár Attila: A fiúk és a lányok… – vidám-bohém zenés játék
- 2008 Claude Magnier: OSCAR! – gengszter-komédia két felvonásban
- 2008 E.T.A. Hoffmann – P.I. Csajkovszkij: Diótörő – családi zenés játék táncképekkel
- 2009 Móricz Zs. – Kocsák T. – Miklós T.: Légy jó mindhalálig – musical két részben
- 2010 Eisemann M – Zágon I – Nóti K.: Hippolyt, a lakáj – zenés vígjáték három felvonásban
- 2010 Lázár Ervin: A fájós fogú oroszlán – mesejáték egy felvonásban
- 2010 Erich Kästner: Emil és a detektívek – zenés kalandjáték két részben
- 2010 Fazekas Mihály: Ludas Matyi – családi zenés mesejáték egy felvonásban
- 2010 Tony Piccirillo: Egyetlen éjszaka – kamaradráma egy felvonásban
- 2011 Dan Goggin: Apácák – musical-komédia két részben
- 2011 Ottmár Attila: Árva dallamok – zenés játék két részben
- 2011 Molnár F. – Kocsák T. – Miklós T.: A vörös malom – musical két részben
- 2012 Jakob Grimm – Wilhelm Grimm: Hófehérke és a hét törpe – zenés mesejáték
- 2012 Molnár Ferenc: A Pál utcai fiúk – színjáték két felvonásban
- 2012 Örkény István: Tóték – tragikomédia két felvonásban
- 2012 Musical Legendák – musical gálaműsor két részben
- 2012 Tolcsvay L. – Müller P. – Müller P. Sziámi: Isten pénze – musical két részben
- 2013 Hans Christian Andersen: A hókirálynő – mesejáték egy felvonásban
- 2013 William Shakespeare: Sok hűhó semmiért – vígjáték két felvonásban
- 2013 Szerelem, és egyéb viszontagságok – kabaréest egy felvonásban
- 2013 Nyakigláb, Csupaháj, Málészáj – vidám mesejáték egy felvonásban
- 2014 Nancy H. Kleinbaum: Holt Költők Társasága – színjáték két felvonásban
- 2014 Táncolok a járdán – musical gálaműsor két részben
- 2014 Görgey Gábor: Komámasszony, hol a stukker? – komédia két felvonásban
- 2015 W. Somerset Maugham: Julia, Julia!... – zenés színjáték két felvonásban
- 2015 A. L. Webber – Tim Rice: József és a színes szélesvásznú álomkabát – musical
- 2016 Giovanni Arpino: Egy asszony illata – színjáték két felvonásban
- 2016 Kell egy színház – 20 éves jubileumi musical gálaműsor két részben
- 2017 Agatha Christie: …És már senki sem! – krimi két felvonásban
- 2017 Ottmár Attila: Pillanatok – zenés-verses játék egy felvonásban
- 2017 Jakob Grimm – Wilhelm Grimm: Hamupipőke – zenés mesejáték egy felvonásban
- 2017 Nyikolaj Vasziljevics Gogol: Egy őrült naplója – monodráma egy felvonásban
- 2018 Egressy Zoltán: Portugál – tragikomédia két felvonásban
- 2018 Dés László–Geszti Péter–Békés Pál: A dzsungel könyve - musical két felvonásban
- 2019 Csináljuk a TÁNCDAL-fesztivált – retro koncert két felvonásban
- 2019 Giulio Scarnicci – Renzo Tarabusi: Kaviár és lencse – vígjáték három felvonásban
- 2019 Ottmár Attila: Mintamókus… – zenés úttörőmozgalmi ifjúsági játék két felvonásban
- 2020 Önök kérték – retro koncert két felvonásban
- 2021 Negyedszázad - 25 éves jubileumi musical gálaműsor két részben
- 2022 Presser G. – Sztevanovity D. – Horváth P.: A padlás – musical két felvonásban
- 2023 Antoine de Saint-Exupéry: A kis herceg – színjáték két felvonásban
- 2023 Tiszta szívvel – zenés színházi kalandozás egy felvonásban
- 2023 Ottmár Attila: Csillagnak született – Barbra Streisand élete és dalai – zenés játék
- 2024 Kocsák Tibor – Somogyi Szilárd – Miklós Tibor: Abigél – musical két felvonásban
- 2025 Dés László – Nemes István: Valahol Európában – musical két részben[1]

## Színházi szerepei

### Rock- és Musical Színház:
- É. Zola - Kocsák T. - Miklós T.: Nana (musical) – ANDRÉ
- Tábori Gy. - Kocsák T. - Miklós T.: Utazás (rockopera) – FELKELŐ DIÁK; REPTÉRI ALKALMAZOTT
- A. L. Webber - T. Rice: Jézus K. Szupersztár (musical) – ANNÁS FŐPAP; APOSTOL
- Miklós Tibor: Ilyenek voltunk (musical) – MIKLÓS TIBOR
- Kocsák T. - Miklós T.: Kiálts a szeretetért! (musical-opera) – MADUR; ORVOS
- Musical A-tól W-ig (musical műsor) – ÉNEKES SZÓLISTA; TÁNCOS

### Bajai Fiatalok Színháza
- Karinthy Frigyes: Fizetek, főúr! (kabaréest) – SZŰCS SÁNDOR
- Zónai Tibor: A kulcs (musical) – TIM
- Petőfi Sándor: A helység kalapácsa (hősköltemény) – BAGARJA
- Déry T. - Presser G. - Adamis A.: Képzelt riport egy amerikai popfesztiválról (musical) – MANUEL
- Dés L. - Nemes I.: Valahol Európában (musical) – HOSSZÚ
- C. Magnier: Oscar! (gengszter-komédia) – TOOMEY RENDŐRFŐNÖK
- Móricz Zs. - Kocsák T. - Miklós T.: Légy jó mindhalálig (musical) – TÖRÖK JÁNOS
- Eisemann M. - Zágon I. - Nóti K.: Hippolyt, a lakáj (zenés vígjáték) – NAGY ANDRÁS
- Ottmár Attila: Árva dallamok (zenés játék) –MR. HEART
- Molnár F. - Kocsák T. - Miklós T.: A vörös malom (musical) –MAGISTER
- Örkény István: Tóték (tragikomédia) – LŐRINCKE SZOMSZÉD
- Tolcsvay L. - Müller P. - Müller P. Sziámi: Isten pénze (musical) – JACOB MARLEY
- William Shakespeare: Sok hűhó semmiért (vígjáték) – DON JUAN
- Nancy H. Kleinbaum: Holt Költők Társasága (színjáték) – MR. JOHN KEATING
- A. L. Webber - Tim Rice: József és a színes szélesvásznú álomkabát (musical) – NARRÁTOR
- Giovanni Arpino: Egy asszony illata (színjáték) – MR. TRASK ISKOLAIGAZGATÓ
- Carlo Collodi: Pinokkió (mesejáték) – STROMBOLI BÁBMESTER
- Agatha Christie: …És már senki sem! (krimi) – MR. THOMAS ROGERS
- Egressy Zoltán: Portugál (tragikomédia) – CSIPESZ
- Dés L. - Geszti P. - Békés P.: A dzsungel könyve (musical) – KÁ
- G. Scarnicci - R. Tarabusi: Kaviár és lencse (vígjáték) – ALFONSO CHIOCCIA BÁRÓ
- Ottmár Attila: Mintamókus… (zenés úttörőmozgalmi játék) – FENYVESI BÉLA
- Presser G. - Sztevanovity D. - Horváth P.: A padlás (musical) – RÁDIÓS
- Kocsák Z. - Somogyi Sz. - Miklós T.: Abigél (musical) – KŐNIG TANÁR ÚR

### Békés Megyei DUMA'Színház
- J. Fernandez - S. Margoshes - J. Levy: Fame (musical) – NICK PIAZZA

## Egyéb művei
- 2003 Az vagy nekem… – A világirodalom legszebb szerelmes versei (CD - Fortuna Records) - szerkesztő, rendező
- 2004 Szabadság, szerelem… – Petőfi Sándor költeményei (dupla CD - Fortuna Records) - szerkesztő, rendező
- 2005 A nagy mesemondó – Verses, mesés album Szabó Gyulával (CD - Fortuna Records) - szerkesztő, rendező
- 2006 A nagy mesemondó 2 – Verses, mesés album Szabó Gyulával (CD - Fortuna Records) - szerkesztő, rendező
- 2016 Kell egy színház – A Bajai Fiatalok Színházának története 1996-2016 (könyv, Bajai Színházért Alapítvány) - felelős szerkesztő

## Díjai, elismerései
- Bajai III. Béla Gimnázium - „Művészetekben Kiváló” - középiskolai végzős kitüntetés (1997)[forrás?]
- Junior Chamber International - „Tíz Kiemelkedő Fiatal - Társadalmi, karitatív tevékenységek” kategória győztese (1999)[forrás?]
- Ifjúsági- és Sportminisztérium - Diák- és Ifjúsági Újságírók Országos Egyesülete - „Arany Titán Díj - Az év ifjúsági szervezete” kategória (2003)[forrás?]
- Pápa, SCHERZO Zenés Színpadok Fesztiválja - „Legjobb Férfi Énekes” díja (2004)[forrás?]
- Békéscsaba, SCHERZO Zenés Színpadok Fesztiválja - „Legjobb Férfi Énekes” díja (2005)[forrás?]
- Bajai III. Béla Gimnázium - „Az Év Legkreatívabb Tanára” díja (2005)[forrás?]
- Fonogram-díj - A nagy mesemondó című lemez "Az év hazai gyermek albuma", platinalemez (2006)[forrás?]
- Baja Város Képviselő-testülete - „Baja Város Kultúrájáért” kitüntető díja (2008)[forrás?]
- Bács-Kiskun Megyei Önkormányzat - „Bács-Kiskun Megye Művészeti Díja” (2012)[forrás?]
- Magyar Tehetségsegítő Szervezetek Szövetsége - „BONIS BONA – A Nemzet Tehetségeiért Díj - Kiváló tehetségsegítő" kategória (2013)[forrás?]
- Vállalkozók Országos Szövetsége - „Bács-Kiskun Megyei Prima-díj - Magyar Oktatás és Köznevelés” kategória (2013)[forrás?]
- Bajai Városvédő és -Szépítő Egyesület - „Dr. Solymosi Ede Díj” (2021)[forrás?]
- Baja Megyei Jogú Város Önkormányzat Bajai Települési Értéktár Bizottsága a Bajai Fiatalok Színházát felvette a Bajai Települési Értéktárba kulturális örökség szakterület kategóriában, ezért a társulat „Baja értéke” cím viselésére jogosult (2024)[forrás?]